# Volenice

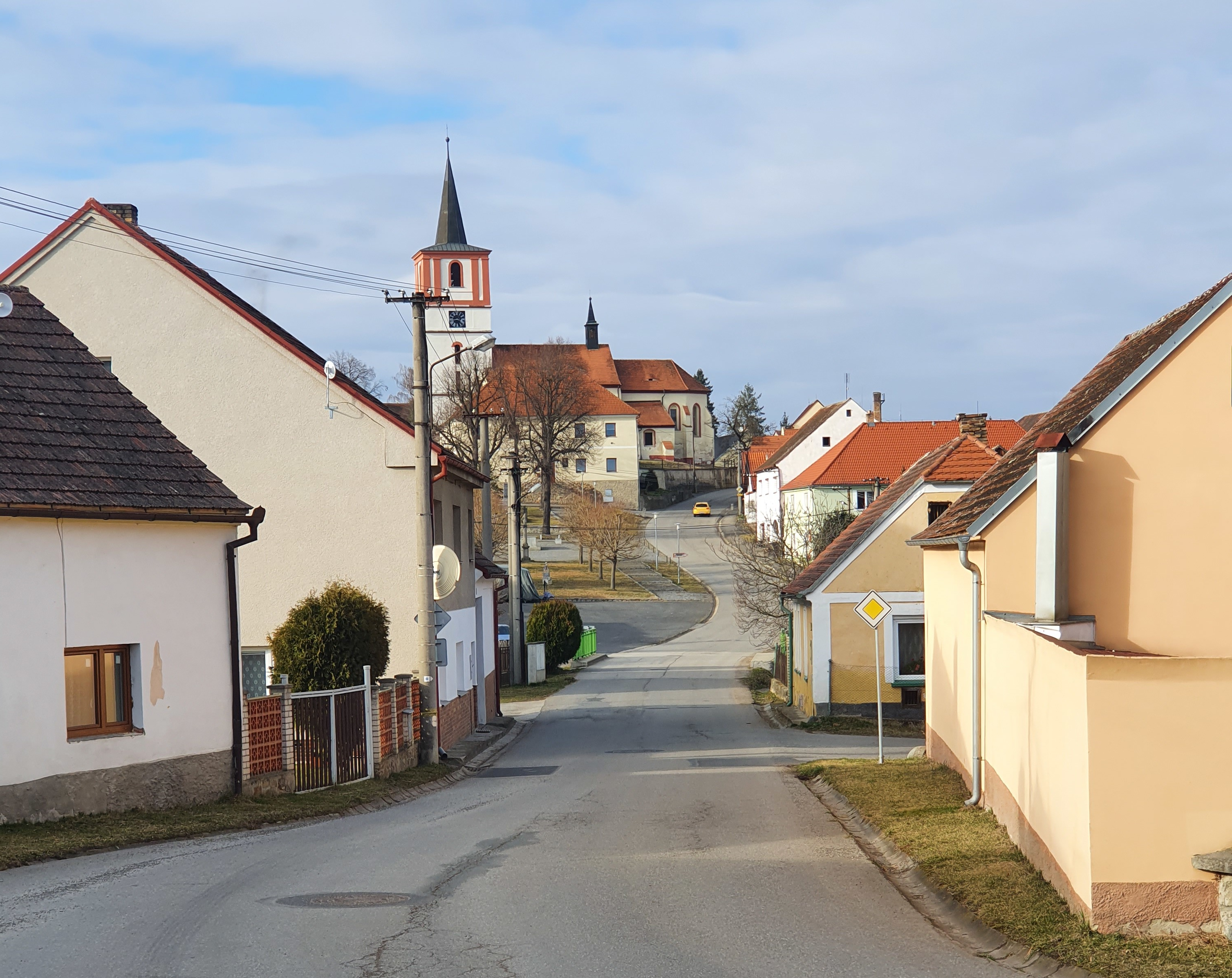
Volenice (2020)

Volenice (deutsch Wolenitz) ist ein Dorf und eine Gemeinde im Bezirk Strakonice und liegt in Südböhmen. Die erste Erwähnung geht auf das Jahr 1227 zurück. Der Ort mit 554 Einwohnern hat eine Fläche von 15,95 km² und liegt etwa 12 Kilometer westlich von der Stadt Strakonice. Es besteht aus den fünf Ortsteilen Ohrazenice, Tažovice, Tažovická Lhota, Vojnice und Volenice.
Zu den Gewerben des Ortes gehört ein Einkaufsladen, ein Feuerwehrhaus und das Bauunternehmen Košán. Auf dem Platz im Dorfkern befinden sich ein Brunnen aus dem Jahr 2000, eine Handpumpe, ein Stein zum Gedenken an die Verbrennung von Jan Hus im Jahre 1415 (errichtet 1915, restauriert 2015) und ein Soldatendenkmal für die Opfer des Ersten Weltkrieges.